# Fredrik Natanael Lorichs
Fredrik Natanael Lorichs, född 1 januari 1815 i Mo, Undersåker, död 4 december 1885, var en svensk militär.
Han var son till Otto Fredrik Lorichs och Eva Elisabet Fjellström (1790–1833) samt från 1842 gift med sin kusin Fredrika Christina Charlotta Lorichs (1814-1904) som var dotter till Lorentz Ludvig Lorichs och Charlotta Henrika Linman. Paret fick döttrarna Eva som gifte sig med Andreas Gustaf Grill  och Sigrid gift med Gustaf Vilhelm Vollrat Tham (1833–1901).
Hans far avled 1829 och modern avled 1833, vilket innebar att han växte upp i sin farbrors familj i Bernshammar. Han blev sergeant vid Svea artilleriregemente 1832 och avlade officersexamen 1834 och var därefter underlöjtnant vid Västerbottens fältjägarregemente samma år. Han förflyttades som underlöjtnant till Västmanlands regemente 1835 där han blev löjtnant 1839 och kapten 1854. Han blev andre major 1865 och överstelöjtnant samt första major 1867. Han blev överste i armén 1870 och fick samma år avsked från regementet med tillstånd att kvarstå som överste i armén för att slutligen få avsked ur armén 1876. Han blev riddare av Svärdsorden 1863.